# Casasbuenas
Casasbuenas település Spanyolországban, Toledo tartományban. Casasbuenas Polán, Guadamur, Argés, Layos, Mazarambroz és Noez községekkel határos. Lakosainak száma 193 fő (2024).

## Népesség
A település népessége az utóbbi években az alábbiak szerint változott:
| Lakosok száma | 229  | 218  | 228  | 242  | 210  | 209  | 201  | 201  | 188  | 193  |
|               | 2001 | 2004 | 2007 | 2009 | 2012 | 2014 | 2017 | 2019 | 2022 | 2024 |